# 多々納斉
多々納 斉（たたの ひとし、1956年1月11日 - ）は、日本の男性俳優、声優。島根県出身。関西芸術座所属。1982年度関西俳優協議会最優秀新人賞受賞。

## 経歴・人物
1980年、関西芸術座に入団。1982年に『部長刑事』で俳優デビュー。同年、関西俳優協議会最優秀新人賞を受賞。趣味は競馬。
声優として『オー!マイキー』の父親役で知られる。また、NHK大阪制作の『連続テレビ小説』に数多く出演しており、島根県絡みの「だんだん（舞台地）」、「わろてんか（安来節関係）」では方言指導も行なっている。

## 出演作品
※太字は、主役・メインキャラクター

### アテレコ
- オー!マイキー（テレビ東京） - ジェームズ・フーコン / 川北守
- バミリオン・プレジャー・ナイト（テレビ東京）
  - 非行少女孝子 - お父さん / コンビニ店員 / 体育教師 / 孝子の恋人
  - フーコン・ファミリー - ジェームズ・フーコン
- 阿波スペシャル-ふるさとから、あなたへ-「たっぷり見せます!ウェルかめの舞台裏」 - ナレーション

### テレビドラマ
- 必殺まっしぐら！（ABC/松竹）第3話「相手は壇ノ浦の亡霊」（1986年）-漁師
- 連続テレビ小説（NHK）
  - 純ちゃんの応援歌 第46話・第49話・第52話（1988年11月24日・11月28日・12月1日） - 男 役
  - 京、ふたり（1990年 - 1991年）
  - ぴあの（1994年）
  - 走らんか!（1995年 - 1996年）
  - ちりとてちん（2007年 - 2008年）
  - だんだん（2008年 - 2009年） - 植木 役（出雲ことば指導も担当）
  - カーネーション（2011年 - 2012年） - 木岡靖 役
  - ごちそうさん（2013年 - 2014年） - 情報局役員 役
  - マッサン（2014年 - 2015年） - 兵事係 役
  - わろてんか（2017年 - 2018年） - 座頭 役（出雲ことば指導も担当）
  - まんぷく（2018年 - 2019年） - 服役囚 役
  - おちょやん（2020年 - 2021年） - 借金取り 役
  - ブギウギ（2023年 - 2024年） - 医者 役
- 部長刑事
- 八百八町夢日記 第1シリーズ 第4話「空蝉が飛んだ」
- 花真珠
- 夜会の果て
- 木綿のハンカチ〜ライトウインズ物語
- 女性捜査官アイキャッチャー
- 出雲の阿国
- 遺品整理人 谷崎藍子 第2作「届かなかったメッセージ」
- 松本清張ドラマスペシャル 砂の器
- 経世済民の男 第二部 『小林一三』
- スペシャリスト4 - 銀行警備員 役

### テレビアニメ
- チエちゃん奮闘記 じゃりン子チエ（子分F）

### 映画
- 利休
- 写楽

### 舞台
- 大阪城の虎 - 加藤清正の侍大将
- 心と意志 - タチバナクニオ
- 酒面の月 - 父
- 静かに騒げ - オリヴァー・ベル
- 少年H - 治三郎
- 遠い空 - 水上良雄
- 予は危険人物なり - 梅川菊之烝
- 反応工程
- 息子
- うたよみざる
- 河童詫証文
- おかしな二人

### バラエティ
- 秘密のケンミンSHOW
- 土曜スタジオパーク

### CM
- エースコック（ナレーション）
- 『オー!マイキー』とのコラボCM（ジェームズ・フーコン）
  - ファニチャードーム
  - 東京ガス
  - 東武鉄道
  - エテュセ
  - 村内ファニチャーアクセス
  - ネイチャーメイド
  - サッポロビール
  - マウスコンピューター